# 浦和実業学園中学校・高等学校
浦和実業学園中学校・高等学校（うらわじつぎょうがくえんちゅうがっこう・こうとうがっこう、英: Urawa Jitsugyō Gakuen Junior & Senior High School）は、埼玉県さいたま市南区に所在し、中高一貫教育を提供する男女共学の私立中学校・高等学校。浦和大学・浦和大学短期大学部の系列高校。
高等学校においては、中学校から入学した内部進学の生徒と高等学校から入学した外部進学の生徒との間では3年間別クラスになる併設型中高一貫校。略称は浦実（うらじつ）・浦和実業・UJH（英語表記）。学校法人九里（くのり）学園が運営する。

## 概要
浦和実業学園中学校・高等学校は当初、1946年に埼玉県浦和市（現・さいたま市浦和区）岸町に珠算・簿記を指導する九里珠算研究塾として創立された。その後1946年に浦和実業専門学院を設立し、1963年には同市（現・さいたま市南区）文蔵に浦和実業学園商業高等学校を設立。1975年の校名改称を経て現在に至る。
高等学校の募集定員は普通科400名・商業科240名、中学校の募集定員は120名であり県下最大級の大規模校である。また中学校・高等学校共に男女共学であるが高等学校では例年男子生徒の人数が女子生徒より多いため男子生徒のみのクラスが数クラスある。
グローバル化社会で活躍する人材の育成を目指した教育にも力を入れており、姉妹校関係を結んいるセントジョセフ高校（ハワイ島ヒロ市）との教育・文化交流プログラムや、2年次には全生徒を対象とした、ユナイテッド・ハワイ・カレッジ（UHC）への短期留学などの異文化理解を目的とした活動を行なっている。

### 建学の精神
- 「実学に勤め徳を養う」

これは創立者九里總一郎が九里珠算研究塾の校訓として掲げたもので、実学教育をもって人間形成を図るという建学の精神を示すものである。

### 教育方針
- 「徳育指導」しつけ、規律に重点をおいた基本的生活習慣を体得させ、自主性、根気強さ、向上心、公共心、協調性などを育成する。
- 「学習指導」なすことによって学ぶを学習指導の実践課題とし、現実に即応した実験、実習などを通し、自学自習の実をあげる。
- 「進路指導」社会適応に関する指導を中心とし個々の能力、適性等の的確な把握につとめ、その伸長を図ると共に、必要な能力、態度を培う。
- 「学校行事」団体規律の確立、連帯意識の昂揚、責任感の育成、報恩感謝の念を伸長させ、社会的資質の向上をめざし、集団的に訓練又は訓育を行う。
- 「部活動」からだで感じ、からだで考え、その集団のなかでの体験により、自己に気づき自己の可能性を知らしめ個人の自己実現を助ける。

これは特色ある学風の樹立と明朗な学園建設のもと建学の精神に則り円満な人格、健康な身体、豊かな教養を備え、勤労と責任を重んじる国家社会の有為な形成者の育成を目的とし、教育目標を具体化するための教育方針を示すものである。

## 沿革
- 1946年（昭和21年）5月 - 埼玉県浦和市（現：さいたま市浦和区）岸町4-111番地に九里珠算研究塾設立。
- 1947年（昭和22年）4月 - 珠算科・簿記科・英語科設置。
- 1948年（昭和23年）10月 - 教室竣工。
- 1949年（昭和24年）5月 - 浦和実業専門学院設立。本科・経理科設置。
- 1956年（昭和31年）4月 - 商科・夜間部設置。
- 1959年（昭和34年）12月 - 学校法人浦和実業学園組織。
- 1962年（昭和37年）4月 - 埼玉県浦和市（現：さいたま市南区）文蔵3丁目385番地に普通教室8室竣工。商業科課程設置。
- 1963年（昭和38年）5月 - 浦和実業学園商業高等学校設置。
- 1966年（昭和41年）3月 - 九里講堂兼体育館、特別教室8室竣工。
- 1968年（昭和43年）3月 - 商業科特別教室、視聴覚特別教室等12室竣工。
- 1968年（昭和43年）8月 - 静岡県南伊豆町下賀茂温泉に厚生施設みなみの荘設立。
- 1974年（昭和49年）4月 - 普通科課程設置。
- 1975年（昭和50年）4月 - 校名を浦和実業学園高等学校に改称。
- 1976年（昭和51年）3月 - 実験実習教育センター竣工。
- 1977年（昭和52年）6月 - 法人名を学校法人九里学園に改称。
- 1978年（昭和53年）7月 - 厚生施設みなみの荘増改築。
- 1978年（昭和53年）9月 - 普通科職員室竣工。
- 1980年（昭和55年）6月 - 厚生施設みなみの荘に研修室、会議室増築。
- 1998年（平成10年）3月 - 九里学園教育会館竣工。
- 2001年（平成13年）3月 - 7号館竣工。
- 2005年（平成17年）3月 - 新3・4号館竣工。
- 2005年（平成17年）4月 - 浦和実業学園中学校設立。
- 2009年（平成21年）3月 - 彩湖総合グラウンド新設。
- 2012年（平成24年）9月 - 校内の校庭の改修工事完了（テニスコート・グラウンド部分を全面人工芝化、外周に全天候型トラックを敷設）。
- 2025年（令和7年）1月 - 第97回選抜高等学校野球大会に春夏を通じて甲子園初出場が決定[2]。

## 設置学科・コース

### 中学校
- 中高一貫部

原則として、中学卒業後は全員「中高一貫部・第4学年」に進級する。ただし、本人と保護者が部活動などの関係で、普通科の他コースへの進級を希望する場合は認めることもある。また、他の中学校を卒業後に中高一貫部に高校から新たに入学することはできない。中学校3年次の後半から、主要5教科は高校の内容を先取りした授業となる。

### 高等学校

#### 普通科
- 特進部（特進選抜コース）

2年次から文系・理系に分かれる。月～金まで6限授業（終礼は15:20）。全ての部活動に入部可能。進級時には、成績により特進選抜コース・特進コースで入れ替えを行う。
- 特進部（特進コース）

2年次から文系・理系に分かれる。月～金まで6限授業（終礼は15:20）。全ての部活動に入部可能。進級時には、成績により特進選抜コース・特進コースで入れ替えを行う。
- 選抜αコース

2年次から文系・理系に分かれる。選抜αコースは1年次から2年次に、成績によって特進部への編入が可能。進級時には、選抜α・選抜・進学コースで入れ替えを行う。
- 選抜コース

2年次から文系・理系に分かれる。進級時には、選抜α・選抜・進学コースで入れ替えを行う。
- 進学コース

選抜α・選抜コースと同一のカリキュラムを学ぶ。進級時には、選抜α・選抜・進学コースで入れ替えを行う。

#### 商業科
- ２年次より進路希望に応じて、キャリアアップコースとプログレスコースを選択。

## 制服

### 中学校
- 冬服　男子：ブレザー、女子：ブレザー
- 夏服　男子：ワイシャツ、女子：ブラウス

### 高等学校
- 冬服　男子：ブレザー、女子：ブレザー
- 夏服　男子：ワイシャツ、女子：ブラウス

## 設備

### 校舎

#### 1号館
空手道場・柔道練習場・生徒会室・作法室・同窓会室・放送室・多目的ホール・調理場がある。

#### 2号館
総合実践室・トレーニングルームがある。

#### 3号館
進学指導室・保健室・カウンセリングルームがある。

#### 4号館（中学校）
スポーツホール・技術室、美術室・自習室・多目的教室・カウンセリングルームがある。

#### 5号館
武道場→コミュニケーションルームがある。

#### 6号館（実験実習教育センター）
音楽室・第1 - 4パソコン室・生物実験室・物理実験室・調理実習室・被服実習室・図書館がある。

#### 九里学園教育会館
学園本部・セミナールーム・カンファレンスルーム・スポーツホール・スチューデントホール・展示ホールがある。

### 屋外運動場

#### グラウンド（校内）
2012年9月に改修が完了し、テニスコート部分とグラウンド部分をそれぞれに適した人工芝を敷設し、グラウンド部分の外周は全天候のランニング用トラックを敷設。

#### 彩湖総合グラウンド（校外）
荒川彩湖公園の隣りにあり、JR武蔵野線・西浦和駅より徒歩約15分。住所が戸田市になるため、学校内では戸田のグラウンドと略されることもある。野球場3面・テニスコート3面・フットサル場3面・サッカー場1面を有する。各運動部が、放課後や休日に活動。中学校では、球技大会や写生会にも利用している。

#### 指扇グラウンド（校外）
指扇駅から北側へ県道57号線を通り、峰岸団地バス停を通り過ぎて右折したあたりにサッカーグラウンドがある。

#### 大崎グラウンド（校外）
併設の浦和大学の隣接地のさいたま市緑区大崎に野球グラウンドがある。

### 校外施設

#### みなみの荘
南伊豆町・下賀茂温泉にある校外教育施設で、住所は静岡県賀茂郡南伊豆町下賀茂85-2。オリエンテーションキャンプ、各種ゼミナール、部活合宿などで使用される。学校利用期間以外は、予約すれば宿泊や合宿などで一般の人も低価格で利用できる。客室は20室（収容人員100名）、広間は80畳大広間（ステージ付）があり、レストラン（100名同時に食事可能）や温泉浴場（大浴場1・小浴場1・露天風呂）もある。その他に研修室・会議室・売店・卓球台や、館外にはテニスコート6面（全天候型）、バレーボールコート2面、専用マイクロバス1台がある。

## 学校行事
- 4月 春季休業、入学式、対面式、始業式、オリエンテーション（高1）、新入生歓迎会、オリエンテーションキャンプ（中1）、進学ゼミナール（普・高3）、国語・英語・数学確認試験（高）
- 5月 創立記念日、授業参観（高）・進路ゼミナール（商・高3） 保護者会（中）、キャリアガイダンス（中）、中間考査（普・高1）（普・高2）（中）、オリエンテーションキャンプ（高1）、前期進学補習開始（高）
- 6月 中間考査（高3）、オリエンテーションキャンプ（高1）、企業説明会（高）、大学・短大進学懇談会（高）、三者面談（高3）、福祉体験（中2）、教育旅行（中3）、博物館・美術館見学（中1）、芸術鑑賞会（中）
- 7月 七夕（中）、期末考査、課題研究（商・高2）、終業式、保護者会、キャリアガイダンス（中）、夏季補習、進学合宿（普・高・特進選抜（S類））（普・高・特進）、夏の勉強会（中）
- 8月 夏季休業、クラス登校日、全校登校日、夏の体験入学
- 9月 始業式、文化祭、体育祭、進路適性検査（高1）、職業体験（中2）
- 10月 後期進学補習開始（高）、職業体験（中2）、芸術鑑賞会、中間考査
- 11月 研究授業（高）、芸術鑑賞会（中）、模擬実力試験（中）、弁論大会、授業公開（中）
- 12月 社会科見学（中1)・期末考査、クリスマスコンサート（中）、課題研究（商・高2）、終業式、冬の勉強会（中）、保護者会、キャリアガイダンス（中）、冬季休業
- 1月 始業式、入学試験、技能競技大会（高）
- 2月 百人一首大会（中）、ディベート大会（中）、期末考査、ブリティッシュヒルズ語学研修合宿〈東日本大震災に伴い、任意〉（中2）
- 3月 スピーチコンテスト(中)、合唱祭（中）、3年生を送る会（中）、謝恩式、卒業式、終業式、春の勉強会（中）、保護者会、キャリアガイダンス（中）、春季休業

※ハワイ短期留学は外部進学生は高校2年次に毎月各1班（1～2クラス編成）ごとに実施。内部進学生は高校1年次1月に実施。

## 部活動
◾︎ハンドボール部は強豪で、男女ともに2度のインターハイ優勝を誇る。
◾︎チアダンス部（旧バトン部）は全国大会の常連。
◾︎空手道部や駅伝部も関東大会に出場している。
◾︎生物部はシンガポールでの国際大会への出場経験もあり、大学との共同研究も行うなど非常に意欲的な活動を行っている他、2011年から3年間、研究活動が、国立研究開発法人科学技術振興機構（JST）から中高生の科学部活動振興プログラムに指定された実績もある。
◾︎硬式野球部は、2019年には県大会準優勝。2025年には第97回選抜高等学校野球大会に出場をし、初出場ながらベスト4の成績を収めた。
◾︎軟式野球部は創部2年目にして県大会優勝を果たし、硬式軟式両方で関東大会に出場している。
- バスケットボール
- バドミントン
- トランポリン
- 卓球
- バレーボール
- テニス
- サッカー（高）
- 陸上
- 駅伝
- ハンドボール
- ソフトボール
- 野球（高）
  - 第97回選抜高等学校野球大会（出場（春夏通じて甲子園出場は初））[3]
- 軟式野球（高）
- 山岳
- 柔道
- 剣道
- 空手道
- 水泳
- バトン
- 弓道（中・高）
- 珠算電卓
- 簿記会計
- ワープロ
- 時事英語
- パソコン（A・B）
- 英語
- 数学
- 歴史
- 地理
- 生物
- 科学
- 経済研究
- 新聞
- インターアクト
- 図書
- 合唱
- ブラスバンド
- ギター
- 箏曲
- 美術
- 書道
- ペン字
- 演劇
- 放送
- アマチュア無線
- 写真
- 映像
- メディア研究
- 文芸
- 華道
- 茶道
- 落語研究
- 漫画イラスト
- 手芸
- 模型工作
- 囲碁
- 国際問題研究
- 将棋
- 料理研究
- 中国語研究
- 絵手紙

## 学校関係者と組織

### 学校関係者組織
同窓会は九里学園緑友会と称し、主たる事務所を浦和実業学園中学校・高等学校内に、従たる事務所を併設校である浦和大学内に置く。

### 学校関係者一覧

#### 著名な教員
- 九里幾久雄 - 元校長、学校法人九里学園理事長
- 斎藤武夫 - 自由主義史観研究会副会長
- 小池光 - 歌人

#### 著名な卒業生

##### 芸能人
- 梶原真弓 - 俳優、タレント、声優
- イジリー岡田 - お笑いタレント、ものまねタレント
- 桜花 - お笑いタレント
- 佐藤栞里 - ファッションモデル、俳優、タレント

##### スポーツ
- 豆田泰志 - プロ野球選手
- 平野将光 - 元プロ野球選手
- 角田満 - 元プロ野球選手
- 小原沢重頼 - 元プロ野球選手
- 堤俊輔 - 元サッカー選手、JFA登録仲介人
- 広瀬陸斗 - Jリーグ選手
- 井上哲郎 - 元サッカー選手
- 長瀬慎弥 - プロボクサー
- 佐藤翼 - 競艇選手[4]
- 高塚義明 - オートレース選手（川口オート所属）[4]
- 大木光 - オートレース選手（川口オート所属）[4]

## アクセス
- 南浦和駅より徒歩12分。

## 併設校
- 浦和大学
- 浦和大学短期大学部